# Cerapachys majusculus
Cerapachys majusculus är en myrart som beskrevs av Mann 1921. Cerapachys majusculus ingår i släktet Cerapachys och familjen myror. Inga underarter finns listade i Catalogue of Life.